# Øygarden
Øygarden kommune er en økommune i Vestland fylke i Norge, bestående af 1.525 øer udenfor Bergen. Øygarden danner en kæde af øer mellem Hjeltefjorden og Raunefjorden mod øst og Nordsøen mod vest, fra Fedjeosen mod nord til Krossfjorden mod syd.

## En del af verdens ældste strandlinje
Øygarden er en del af Norges skærgård, som sammen med en del af Canadas vestkyst er verdens ældste strandlinje. Arkæologer fandt i foråret 2020 14 stenalderbopladser i Vikane (= Vigene) på Rongøy, med stenredskaber og affald fra bearbejdelsen af redskaberne for 8.000-12.000 år siden. Havet lå den gang langt højere, og resterne efter bopladserne ligger nu 8-20 meter over dagens havoverflade. Arkæologerne fandt blandt andet knive i flint og en mejsel i grønskifer. Grønskiferen findes ikke lokalt, og stammer sandsynligvis fra stenalderbruddet på Hespriholmen vest for Bømlo.

## Historie
1. januar 2020 blev Fjell og Sund kommuner på Sotra slået sammen med Øygarden til Øygarden kommune.
Gamle Øygarden kommune blev oprettet i 1964 af gamle Hjelme kommune og dele af Herdla herad.
- Toftøyna
- Rongøyna
- Blomøyna
- Ona
- Alvøyna
- Seløyna
- Hellesøyna

På Ona (også kaldet Oøy) ligger bygderne Oen og Breivik, samt Statoils gasværk på Kollsnes. Anlægget blev åbnet i 1996 for at behandle gassen fra Trollfeltet, senere også fra Kvitebjørn-, Visund- og Fram-feltene.
Blomvåg var blandt de fire steder i Norge, der fik licens til at oprette hvalstation. Blomvåg indstillede dog hvalfangsten i 1930. To små udskårne figurer, af en hval og af en gås, 6.000-7.000 år gamle og udført i klæbersten, blev fundet ved udgravninger i juni 2012.
Kystmuseet i Øygarden og Nordsjøfartmuseet i Telavåg udgiver sammen tidsskriftet Havstrilen. (En stril er en betegnelse for en person af bonde- og fiskerbefolkningen på Strilelandet omkring Bergen, især på øerne (havstril).)

## Blomvågfundet
På Blomøyna ligger bygden Blomvåg med kirke. 22. november 1941 meldte Bergens Tidende, at geologen Isak Undås (1890-1974) mente at have fundet 120.000 år gamle knogler fra hval og rester efter en boplads før sidste istid - i så fald det ældste spor efter mennesker i Norge. Fundet blev gjort af arbejdere, der gravede dreneringsgrøfter til den nye kirkegård. På Bergen historiske museum opbevares de fire stykker flint, der blev fundet. Det er omdiskuteret, om flinten er bearbejdet af mennesker, eller formet ved naturlige processer. Isak Undås fastslog, at benene lå under et jordlag bestående af ler, sand og sten, som han tolkede som en moræne, afsat på bunden af indlandsisen. Ud fra datidens kendskab til istiden, mente geologen, at hvalen måtte have levet før sidste istid; men da kulstof 14-datering blev opfundet, blev benene i 1960'erne dateret til at være mellem 14.200 og 14.600 år gamle. Det blev igen tolket til, at der var en kort, isfri periode ved slutningen af sidste istid, og at gletsjeren voksede ind over Blomvåg og afsatte morænen over knogleresterne. Men i 2016 kom en ny tolkning af Blomvågfundet. Mange nye dateringer påviser, at de benførende jordlag blev afsat gennem lang tid, for 14.800-13.200 år siden. Blomøy blev isfri for 14.800 år siden. Der var dermed ikke tale om en moræne afsat af bræen, men sandsynligvis dannet af isbjerge og havis, der drev ind over land.